# Benthochromis
Benthochromis є невеликим родом риб родини цихлові, ендемік озера Танганьїка в Східній Африці. Є три офіційно описаних видів, і, можливо, кілька додаткових описаних видів.

## Види
- Benthochromis horii Takahashi 2008
- Benthochromis melanoides (Poll 1984)
- Benthochromis tricoti (Poll 1948)